# Les Jazz Modes
Les Jazz Modes (auch The Rouse-Watkins Combo, Rouse-Watkins Jazz Modes, The Jazz Modes oder Les Modes) war ein Jazzensemble der späten 1950er-Jahre, das zunächst von Julius Watkins und Charlie Rouse geleitet wurde.

## Bandgeschichte
Die Formation Les Jazz Modes entstand als Instrumentquintett und interpretierte im Wesentlichen Kompositionen und Arrangements des Waldhornisten Julius Watkins. In der Zeit ihres Bestehens von 1956 bis 1959 veröffentlichte die Band auf Dawn und später auf Atlantic Records fünf Alben, Jazzville, Les Jazz Modes, Mood in Scarlet (aufgenommen 1956), The Jazz Modes (1957) und The Most Happy Fella (basierend auf der Musik des gleichnamigen Broadway-Musicals von Frank Loesser, entstanden 1957 und 1958). Während das weitere Personal der Band im Laufe des Bestehens wechselte und sie sich dann zum Septett mit Sängerin erweiterte, war der Pianist stets Gildo Mahones. Im Herbst 1958 verließ Charlie Rouse die Band, um Mitglied des Thelonious Monk Quartetts zu werden; Watkins spielte dann in den Orchestern von Gil Evans und Johnny Richards.

## Diskographische Hinweise
- Rouse-Watkins Jazz Modes: Jazzville '56, Vol. 1 (Dawn, Juni 1956), mit Julius Watkins, Charlie Rouse, Gildo Mahones, Paul West, Art Taylor[2]
- Les Jazz Modes (Dawn, Juni 1956), mit Julius Watkins, Charlie Rouse, Gildo Mahones, Paul Chambers, Oscar Pettiford, Janet Putnam, Ron Jefferson, Eileen Gilbert
- Mood in Scarlet (Dawn, November 1956), mit Julius Watkins, Charlie Rouse, Gildo Mahones, Martin Rivera, Ron Jefferson, Chino Pozo, Eileen Gilbert
- The Jazz Modes (Atlantic, Oktober 1957), mit Julius Watkins, Charlie Rouse, Gildo Mahones, Martin Rivera, Ron Jefferson, Chino Pozo, Eileen Gilbert
- The Most Happy Fella (Atlantic, November 1957 bzw. November 1958), dto., bzw. mit Sahib Shihab, Gildo Mahones, Martin Rivera, Jimmy Wormworth
- The Complete Jazz Modes Sessions (ed. 2011)